# Celtic Park
Celtic Park je nogometni stadion u Glasgowu na kojem svoje domaće utakmice igra Celtic FC. Arhitekt stadiona je Duncan and Kerr. Stadion ima kapacitet od 60.335 mjesta i najveći je u Škotskoj, a sedmi najveći u Ujedinjenom Kraljevstvu. Na Celtic Parku se igraju domaće utakmice Škotske nogometne reprezentacije i finala škotskih kupova, kad se ne može igrati na stadionu Hampden Park. Na Celtic Parku se također održavaju koncerti i ostali sportski događaji.

## Povijest
Celtic F.C. je osnovan 1929. Celtic Park je izgrađen na sjeveroistočnom čvoru Springfieldske i Londonske ulice u Parkheadu. Prva utakmica na stadionu je bila između Hiberniana i Cowlairsa. Celtic je svoju prvu utakmicu na stadionu odigrao 28. svibnja 1888., protiv Rangers F.C., koja je završena pobijedom Celtica 5–2.

## Prijevoz
Glavni željeznički kolodvori u Glasgowu, Central i Queen Street, su otprilike 30 minuta hoda od Celtic Parka.